# قطبی‌گری
قطبی‌گری (عربی: ٱلْقُطْبِيَّةِ‎)، عنوانی است که به باورها و ایدئولوژی سید قطب، اسلام‌گرای سنی و از رهبران انقلابی اخوان‌المسلمین که در سال ۱۹۶۶ توسط دولت جمال عبدالناصر در مصر، اعدام شد، اشاره دارد. قطبی‌گری، تحت تأثیر آموزه‌های اسلام‌گرایان پیشین مانند حسن البنا و سید ابوالاعلی مودودی، علاوه بر ترویج جهاد تهاجمی، از خشونت افراطی اسلامی برای تأسیس حکومت اسلامی حمایت می‌کند. قطبی‌گری، به عنوان یک ایدئولوژی فاشیستی و تروریستی اسلامی، توصیف شده است.
رساله‌های سید قطب، تأثیر عمیقی بر ایدئولوگ‌ها و سازمان‌های جهادی متعددی در سراسر جهان اسلام گذاشت. قطبی‌گری، به دلیل تأثیرش بر چهره‌های جهادی برجسته دوران معاصر مانند عبدالله عزام، اسامه بن لادن، ایمن الظواهری و سیف العدل، اهمیت یافته است. ایده‌های آن، توسط سازمان تروریستی سلفی-جهادی داعش نیز پذیرفته شده است. این یکی از الهاماتی بود که سید روح‌الله خمینی را در توسعه ایدئولوژی خودش، یعنی خمینیسم، تحت تأثیر قرار داد.
ادبیات قطبی‌گری، منبع اصلی تأثیر بر جنبش‌ها و سازمان‌های جهادی متعددی بوده است که از دهه ۱۹۷۰، ظهور کرده‌اند. این گروه‌ها شامل جهاد اسلامی مصر، جماعت اسلامی مصر، تکفیر و هجرت، گروه مسلح اسلامی الجزایر، گروه مبارز اسلامی لیبی، القاعده، جبهه النصره و داعش و سایر گروه‌هایی هستند که به دنبال اجرای استراتژی جهاد تهاجمی خود بوده‌اند.

### نقل قول‌ها
1. ↑  Qutbism بایگانی‌شده  در ۲۰۲۱-۰۸-۰۱ توسط Wayback Machine Earthlysojourner.com
2. 1 2  Eikmeier, Dale C. (Spring 2007). "Qutbism: An Ideology of Islamic-Fascism" (PDF). The US Army War College Quarterly: Parameters. Carlisle, Pennsylvania: Army War College Foundation Press. 37 (1): 84–97. doi:10.55540/0031-1723.2340. ISSN 0031-1723. Retrieved 10 September 2024.
3. 1 2
4. 1 2
5. ↑  Giles, Howard, ed. (October 2019). "Conspiratorial Narratives in Violent Political Actors' Language" (PDF). Journal of Language and Social Psychology. SAGE Publications. 38 (5–6): 706–734. doi:10.1177/0261927X19868494. ISSN 1552-6526. Retrieved 3 January 2022. {{cite journal}}: |hdl-access= requires |hdl= (help)
6. ↑  "Why Sayed Qutb inspired Iran's Khomeini and Khamenei". Al-Arabiya News. Retrieved 3 September 2018.
7. ↑  Jenkins, Frampton, Wilson, Sir John, Dr Martyn, Tom (2020). "Understanding Islamism" (PDF). Policy Exchange. 8 – 10 Great George Street, Westminster, London SW1P 3AE: 1–37. ISBN 978-1-913459-46-8 – via policyexchange.org.uk.{{cite journal}}:  نگهداری CS1: موقعیت (link) نگهداری یادکرد:نام‌های متعدد:فهرست نویسندگان (link)